# Mała Wysoka (wieś)
Mała Wysoka (dawniej: Wysoka) – wieś w Polsce położona w województwie mazowieckim, w powiecie białobrzeskim, w gminie Promna

## Historia
W latach 1975–1998 miejscowość należała administracyjnie do województwa radomskiego.